# Shai Hulud (banda)
Shai Hulud es una banda de metalcore con influencias del hardcore punk y metal progresivo, formada en Pompano Beach, Florida, la banda se mudaría en el 2000 a Poughkeepsie, Nueva York. 
El nombre proviene de los gusanos de arena en la novela de Frank Herbert, Dune.
Los dos miembros principales de Shai Hulud son Matt Fox (guitarra), quien escribe la mayor parte de la melodía y la lírica de la banda, y Matt Fletcher (originalmente guitarra, pero después cambiado a bajo), quien asiste escribiendo.
Shai Hulud fue una de las primeras bandas en ser considerada "metalcore", en los años 90. La banda ha tocado hardcore con influencias metal mucho antes de que el "metalcore" fuera considerado un género como tal, a pesar de que su música no es lo que hoy en día se conoce por metalcore, por su completa falta de elementos del metalcore moderno (o melódico), manteniéndose más cerca a sus raíces hardcore y con Matt Fox diciendo que "jamás caerá en ninguna moda para hacer dinero".

## Historia

### Inicios (1995-1997)
Matt Fox (Guitarra) y Dave Silber (Bajo) formaron Shai Hulud en 1995 con Damien Moyal en vocales, Jason Lederman en batería, y Oliver Chapoy en guitarra. "Matt estaba tocando en varias otras bandas de rock y ellos solo querían tocar un poco de hardcore" dice el antiguo bajista Jared Allen. Sin embargo, las cosas con Jason Lederman no funcionaron y la banda inició una búsqueda para un nuevo baterista. Esto, desafortunadamente, sería algo a que la banda se acostumbraría. En 1994 Steve Kleisath y Matt Fox se conocieron en Tampa, Florida cuando Matt estaba tocando temporalmente batería en la banda Strongarm, la banda en que Steve se uniría como baterista después. El ingresó a la banda como baterista temporal pero después se les uniría como miembro completo. Con una formación completa la banda grabó un demo de seis canciones en 1996 y pronto firmarían con Revelation Records por Rob Moran, bajista de Unbroken, quien recibiría el demo por Jeanne Probart, una amiga que trabajaba para la disquera. El primer show completo de la banda se realizaría en Halloween de 1996 en la bodega de la banda de punk Discount para 50 personas.
Damien Moyal abandonó la banda cuando ellos firmaron con Revelation Records. Con la salida de Damien, Shai Hulud ingresaría a un adolescente Chad Gilbert como vocalista. La banda tenía un acuerdo de grabación con una subsidiaria de Revelation Records, Crisis Records. en septiembre de 1996, grabaron un EP de tres canciones llamado A Profound Hatred of Man ("Un profundo odio hacia el hombre") el cual fue lanzado en febrero de 97. Las primeras 5000 copias del EP tendrían el nombre de la banda mal escrito en el lado B del vinilo, como "Shai Halud". Este EP iniciaría el legado de Shai Hulud.

### Hearts Once Nourished With Hope And Compassion(1997-2003)
En ese momento, otra banda de Florida nacía, Chad Gilbert se integraría a la banda de pop punk llamada New Found Glory en 1997. Esto causaría problemas en el futuro para Shai Hulud. De todos modos, la banda inició la grabación de su primer álbum, Hearts Once Nourished with Hope and Compassion ("Corazones una vez llenos de esperanza y compasión"), en agosto de 1997. El álbum se terminó de grabar en septiembre y se lanzaría en noviembre. en mayo de 1998 la banda continuaría grabando. Tres canciones fueron grabas para un split con Indecision titulada The Fall of Every Man ("La caída de todo hombre"). El split fue lanzado en noviembre de 1998. En 1998, Oliver Chapoy decidió dejar la banda. Él fue remplazado por Matt Fletcher quien se mudó a Florida para integrarse a la banda en enero de 1999." La banda siguió y en junio de '99, grabaron un cover de "Fearless Vampire Killers" para la compilación tributo a Bad Brains llamada Never Give in ("Nunca te des").
Steve Kleisath dejó la banda por tener problemas personales con la banda y Chad Gilbert decide dejar Shai Hulud y convertirse guitarrista de tiempo completo para la banda New Found Glory. La banda incluyó a Andrew Gormley como baterista para un Tour Europeo. Matt Fletcher rellenó como vocalista hasta que Geert Van Der Velde se integrara a la banda en el Tour. La banda regresó de Europa a Florida determinados a continuar Shai Hulud. De todos modos, Dave Silber estaba listo para dejar la banda cuando regresaran. La banda iniciaba una nueva búsqueda de bajista y baterista. en enero de 2000, Jared Allen, amigo de Matt Fletcher de Oklahoma, ocuparía el lugar de bajista y rápidamente se integraría para volver al estudio. Una canción nueva, un cover de NOFX y otro de Bad Religion fueron grabados para el split con la banda Another Victim, llamado A Whole New Level of Sickness. Este y otro split, honrando a Metallica, fueron ambos lanzados en marzo de 2000. Shai Hulud compartió el tributo a Metallica, nombrado Crush 'Em All Vol. 1 ("Acabalos a todos Vol. 1"), con Boy Sets Fire. Spikey Goldbach llenaría como baterista en A Whole New Level of Sickness y Steve Kleisath regresaría para grabar el split Crush Em' All. En el 2001 la banda se mudó a Poughkeepsie, NY. Chris Cardenal, quien tocaba en Inner Dam, se integró como baterista pero no por mucho.

### That Within Blood Ill-Tempered(2003-2006)

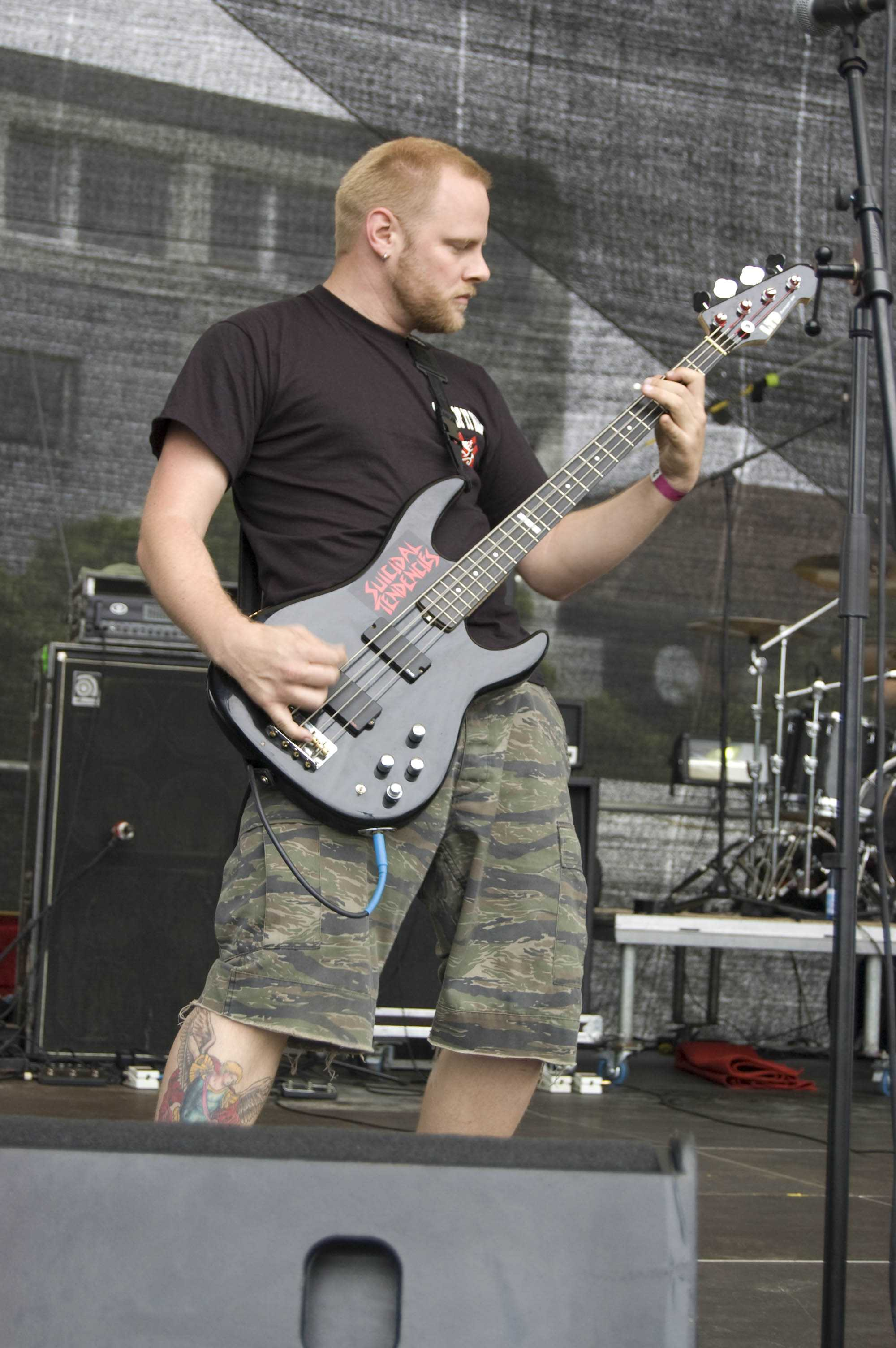
"Mad" Matt Fletcher, bajista de la banda desde 2003, habría ingresado a la banda como guitarrista en 1998

La banda grabaría otro álbum, el influencial That Within Blood Ill-Tempered ("Eso dentro de agitada sangre") y sería lanzado en mayo de 20 del 2003. Después del lanzamiento de este álbum, la banda buscaría nuevo baterista. Tony Tentari se integró a la banda como baterista durante la grabación. Jared Allen decide dejar Shai Hulud en 2002. "Cuando Jared se fue, Dije que probablemente podríamos encontrar un guitarrista más duro", dice Matt Fletcher quien se cambió a bajo.
Después del lanzamiento de That Within Blood Ill-Tempered el año 2003 y un gran número de tours entrando el año subsiguiente, Shai Hulud y su vocalista Geert Van Der Velde mutuamente decidieron que era mejor que dejara la banda. Mucha gente tomó esto como la separación de la banda, pero la banda salió en su página oficial indicando que no se separarían; en cambio, la banda se cambiaría el nombre a "The Warmth of Red Blood" y continuarían haciendo lo que empezaron con Shai Hulud, ellos también han empezado a buscar a cualquiera que se consideren ellos el indicado para tomar la posición de vocalista, por medio de una grabación propia que los postulantes harían de la canción "Whether to Cry or Destroy" ("Si llorar o destruir") (algo similar a lo que hizo The Dillinger Escape Plan cuando audicionaron un nuevo vocalista).

### Misanthropy Pure(2006-2008)
A inicios del 2006 la banda grabó un demo de seis canciones con Eric Dellos en voz, Geert van der Velde en coros y Brian Go en batería.
En marzo la banda anunció que dejaría el nombre de 'The Warmth of Red Blood' y mantendrían el nombre Shai Hulud. En agosto de 2006, la banda firmó con Metal Blade Records y comenzó a grabar su tercer álbum de estudio, titulado Misanthropy Pure, con Matt Mazzali en voz y Andrew Gormley en batería, el cual fue lanzado el 27 de mayo de 2008. Por algunos meses, exbaterista de Unearth y The Red Chord Mike Justain ingresó a la banda hasta que se unió a Trap Them. La banda aun esta sin un baterista permanente. La posición de segundo guitarrista está siendo usada por Chad Kishick de Florida.
Shai Hulud también tiene un segundo proyecto llamado Zombie Apocalypse, quienes tienen un sonido más rápido, más caótico y más maniaco que su banda madre. Los integrantes incluyen a Matt Fox, Matt Fletcher, Ronen Kaufman, y Greg Thomas.

## Estilo musical e influencias
Shai Hulud se ha convertido en una de las bandas de mayor influencia dentro de la escena underground del hardcore, metalcore y post-hardcore. Bandas como 7 Angels 7 Plagues, In Our Hearts, Alove for Enemies, As Hope Dies, As I Lay Dying, Behind Crimson Eyes, Crimson Falls, It Prevails, Many Men Have Tried, Misery Signals, Mychildren Mybride, Poison the Well, See You Next Tuesday, Silverstein, The Funeral Pyre, The Banner, Unearth han citado a Shai Hulud como una influencia.

### Género musical
Tomando el término literalmente y partiéndolo, sí, somos definitivamente un ejemplo de "metalcore", un híbrido de hardcore y metal. Cuando nosotros bromeábamos con el termino, era una manera clara (o no tan clara) de describir una banda de hardcore metálico, metal con influencias hardcore o hardcore con influencias metal. Mis amigos y yo escuchaban a Deadguy y decían "eso no es HARDcore, es METALcore," lo que me parecía correcto basado en la música que ellos tocaban, combinada con la actitud y ética de la banda. Lo mismo era dicho para Earth Crisis, Integrity, Coalesce, Unbroken, y muchas de las bandas de los '90s que incorporaban riff pesados y una estructura más progresivas con más ideas en sus canciones. Cuando el término "metalcore" fue lanzado entonces era un poco irónico; esto; obviamente, mucho antes de que se convirtiera en un género legitimo, su actual legitimidad es completamente debatible, por supuesto. 

Metalcore, el actual género en el 2008 no parece un híbrido de hardcore y metal, parece solamente metal escrito por personas que lo imitan en vez de amarlo, casi siempre resultando en música trivial y baja. Si esto describe correctamente "metalcore" entonces el término no nos queda. Si Earth Crisis y Deadguy definen "metalcore", cuentanos ahí.
Matt Fox

La banda es conocida en el ambiente hardcore por sus complejas composiciones, utilizando elementos del hardcore punk, heavy metal y metal progresivo con lírica misántropa. Shai Hulud fue una de las primeras bandas que mezclaban el hardcore/metal que usó el término "metalcore" para referirse a su música, por muchos fanáticos la banda es considerada "una verdadera banda de metalcore". Ellos citan a influencias como Raw Power, Burn, Chain of Strength, Deadguy, J.F.A., Metallica, NOFX, S.F.A., Strongarm, Testament, Turning Point, Uniform Choice y Voivod.

### Religión y creencias
Shai Hulud no es una banda cristiana ni straight edge, como la banda ha dejado en claro en muchas entrevistas:

¿Es Shai Hulud una banda straight edge o cristiana?

No, no lo somos. Como lo dejamos en claro en nuestro LP debut, Hearts Once Nourished with Hope and Compassion, como banda, no clamamos ser de ningún credo, filosofía o religión; esas notas, escritas por nuestro bajista original, Dave Silber, siguen siendo verdad hoy. Shai Hulud está conformado por miembros que tienen variados puntos de vista en distintos tópicos y problemas, cuando son representados colectivamente, nosotros sólo mostramos las creencias con las que nos sentimos cómodos, pero no limitado a un descontento general hacia el hombre y sus acciones, el pobre estado de la comunicación, el entender y el llegar a un común acuerdo y la falta de cuidado y compasión exhibida por la gente hacia ellos mismos, otros, y el ambiente.
Shai Hulud

Ustedes no son ni straight edge ni una banda cristiana, pero siempre se les suele llamar así. ¿Por qué?

Bueno tienes a Chad quien es cristiano; tienes a Steve quien estuvo en Strongarm quien también es cristiano. También tienes a Chad quien es SXE. Entonces estoy yo quien no fuma, no bebe, y no se droga. Entonces creo que me podrías llamar SXE, pero usualmente no digo nada. Es solo algo que siempre he sido. Esa es la razón principal, pero tienes a 3 miembros que beben, 1 que fuma, 2 que creen en Dios, 3 que no. Así que si nos quieren llamar cristianos o SXE, bien. No lo somos.
Matt Fox"

## Miembros de la banda

### Formación actual
- Matt Fox - guitarra (1995-presente)
- Matthew Fletcher - bajo (1998-2003 como guitarrista, 2003-presente como bajista)
- Mike Moynihan - vocalista (2009-presente)
- Chad Kishick - guitarra (2008-presente)
- Matt Covey - batería (2009-presente)

### Exmiembros
- Damien Moyal - vocalista (1995)
- Chad Gilbert - vocalista (1995-1997)
- Geert van der Velde - vocalista (1999-2004)
- Eric Dellon - vocalista (2005-2006)
- Matt Ian Mazzali- vocalista (2007-2009)
- Oliver Chapoy - guitarra (1996-1998)
- Matt Canning - guitarra (2003-2004)
- Ryan Burns - guitarra (2005-2006)
- Greg Thomas - guitarra (2007-2008)
- Dave Silber - bajo (1995-1999)
- Jared Allen - bajo (2000-2002)
- Jason Lederman - batería (1995)
- Steve Kleisath - batería (1996-1999)
- Spikey Goldbach - batería (1999)
- Chris Cardinal - batería (2000-2001)
- Tony Tintari - batería (2002-2004)
- Brian Go - batería (2005-2006)
- Andrew Gormley - batería (1999-2000, 2005-2008)
- Mike Justian - batería (2008)

## Discografía

### Álbumes de estudio
- Hearts Once Nourished with Hope and Compassion (1997)
- That Within Blood Ill-Tempered (2003)
- Misanthropy Pure (2008)
- Reach Beyond the Sun (2013)